# Schefflera solomonensis
Schefflera solomonensis är en araliaväxtart som först beskrevs av Philipson, och fick sitt nu gällande namn av David Gamman Frodin. Schefflera solomonensis ingår i släktet Schefflera och familjen araliaväxter. Inga underarter finns listade.